# Lijst van burgemeesters van Wijchen
Dit is een lijst van burgemeesters van de Nederlandse gemeente Wijchen in de provincie Gelderland.
| Ambtsperiode | Naam burgemeester                | Partij of stroming | Bijzonderheden                                 |
| ------------ | -------------------------------- | ------------------ | ---------------------------------------------- |
| 1810 - 1814  | H. de Kleijn Gzn.                |                    |                                                |
| 1814 - 1840  | M. Koentz                        |                    |                                                |
| 1840 - 1854  | Gerrit Maurits Koentz            |                    |                                                |
| 1854 - 1856  | P. Vemer                         |                    |                                                |
| 1856 - 1891  | M.C. Waszink                     |                    |                                                |
| 1892 - 1915  | J. Willemse                      |                    |                                                |
| 1915 - 1933  | Jhr. H.L.J.M. van Rijckevorsel   |                    |                                                |
| 1933 - 1939  | M.J. Mulders                     |                    |                                                |
| 1939 - 1949  | F.J. Terwisscha van Scheltinga   |                    |                                                |
| 1949 - 1970  | Michel (M.I.P.G.) van Thiel      |                    |                                                |
| 1971 - 1981  | Dolf (A.J.J.M.) Arends           | KVP / CDA          |                                                |
| 1981 - 1985  | Jan (J.A.M.) Hendrikx            | CDA                | later commissaris van de Koningin in Overijssl |
| 1986 - 1990  | Jules (J.V.M.) Steegmans         | CDA                |                                                |
| 1990 - 2001  | Sjef (J.J.M.) Franssen           | CDA                |                                                |
| 2002 - 2012  | Gosse (G.H.W.) Noordewier        | PvdA               |                                                |
| 2012 - 2020  | Hans (J.Th.C.M.) Verheijen       | CDA                |                                                |
| 2020 - 2022  | Marijke (M.) Duijneveld-van Beek | PvdA               | waarnemend                                     |
| 2022 - heden | Renske (R.D.) Helmer-Englebert   | SP                 |                                                |